# Berthold von Neuenburg (Basel)
Berthold von Neuenburg (erstmals erwähnt am 23. Januar 1123; † 1133 oder 1137) war Bischof von Basel.
Berthold von Neuenburg, Bruder von Rudolf I., Herrn von Neuenberg, wird ab 1123 als Bischof von Basel genannt. 1133 trat er von seinem Amt zurück und zog sich in die Abtei Lützel zurück, deren Gründung er gefördert hatte.